# Elisabeth Schawerda
Elisabeth Schawerda (* 20. April 1940 in Bad Vöslau) ist eine österreichische Lyrikerin.

## Leben
Elisabeth Schawerda wuchs in Sooß bei Baden in einer Weinhauerfamilie auf und maturierte am Gymnasium in Baden. Sie studierte Germanistik und Kunstgeschichte an der Universität Wien und promovierte 1965 zum Dr. phil.
Schawerda veröffentlicht seit 1981 Essays in Feuilletons in Zeitungen und Zeitschriften, insbesondere in der Literaturzeitschrift morgen und in der Wochenzeitung Die Furche. Die Lyrik ist das Metier von Schawerda.
Sie ist Mitglied des Österreichischen P.E.N. Clubs und Mitglied vom Literaturkreis Podium.
Schawerda ist verheiratet und hat drei Kinder. Seit 1985 lebt sie in Wien.

## Auszeichnungen
- 1995 Anerkennungspreis für Dichtkunst des Landes Niederösterreich

## Publikationen
- Die Einladung der Wände. Gedichte. Verlag Der Apfel, 1997.
- Die Luft ist voller Gedanken. Gedichte. Edition Atelier, Wien 1989.
- Schlemihls Tochter. Gedichte. Edition Atelier, Wien 1991.
- Nomade in meinem Haus. Gedichte. Edition Tusch, Neudörfl 2000.
- Morgenrot an der Wand. Lyrik. 2003.
- Serena Serenissima. Lyrik. 2004.
- Hora Felix. Lyrik. 2005.
- Echo. Lyrik. 2006.
- Paul Verlaine. Ausgewählte Gedichte. Neu übersetzt von Elisabeth Schawerda, Radierungen von Georg Königstein. Edition Koenigstein, Klosterneuburg 2010, ISBN 978-3-901495-49-6.
- Jean de la Fontaine. Ausgewählte Fabeln neu erzählt. Illustration von Georg Königstein. Edition Koenigstein, Klosterneuburg 2011, ISBN 978-3-901495-52-6.
- Das Geheimnis ist blau. Bilderbuch. Illustration von Helga Bansch. Wiener Dom Verlag, Wien 2011, ISBN 978-3-85351-228-9.

in Anthologien und Literaturzeitschriften
- Poesiealbum neu. Ausgabe 04/2008.